# Dejan Musli
Dejan Musli (sérvio:Дејан Мусли) (Prizren, 1 de março de 1991) é um basquetebolista profissional estadunidense, atualmente joga no Unicaja Malaga. O atleta que joga na posição pivô possui 2,13m de altura e pesa 102kg.